# 津島口站
津島口站（日语：／ Tsushimaguchi eki */?）是位於愛知縣津島市，名古屋鐵道津島線的車站。
車站位於藤浪站至津島站之間。

## 歷史
- 1915年（大正4年）7月24日 - 名古屋電氣鐵道（日语：名古屋電気鉄道）津島線藤浪站至新津島站之間開設此站[1]。
- 1921年（大正10年）7月1日 - 在路線轉讓下，變為名古屋鐵道津島線車站。
- 1944年（昭和19年） - 車站暫停使用。
- 1969年（昭和44年）4月5日 - 車站廢除。

## 其他
- 車站遺址是在津島站約600米附近。在1968年，由於津島站周邊高架化，因此已經看不到車站歷史痕蹟。
- 在1959年9月26日，受到伊勢灣颱風的吹襲下，津島站至彌富站之間的路軌被水淹浸。雖然當時此站暫停使用，但是於附近設置了臨時乘降場[2]，該臨時乘降場一直使用至同年11月。

## 相鄰車站
名古屋鐵道
津島線
藤浪－津島口－津島

## 注腳
1. ↑  「軽便鉄道停留場設置」《官報》1915年8月9日（國立國會圖書館數碼化收藏）
2. ↑  “津島線開通100周年記念展（平成26年 春季特別展）”， 名鐵資料館：特別展示室（網站時光機存檔。2020年8月4日取得），2021年10月1日參閱。